# Tears on My Pillow
A Tears on My Pillow című dal az ausztrál énekesnő-dalszerző Kylie Minogue feldolgozása második Enjoy Yourself című stúdióalbumáról, mely utolsó kimásolt kislemezként jelent meg az albumról. A dal szerepel a The Deliquents című film zenéjeként is, amelyben ő játszik, és ő énekel. A dal 1990 januárjában egy hétig volt listaelső a brit kislemezlistán. A Stock Aitken Waterman által írt utolsó brit listavezető dal volt. A kanadai Adult Contemporary kislemezlistán a 35. helyet érte el. 

## Kritikák
Bill Coleman a Billboard magazintól ezt írta: "Az Aussie Lass a Little Anthony & The Imperials klasszikusának hű feldolgozása. A Music & Media egyik kritikusa szerint a dalt "újraértelmezték" teljesen kiszámítható módon. Lisa Tilston a Record Mirror munkatársa "tökéletes popdal"-ként méltatta a dalt, hozzátéve, hogy Kylie-t előre helyezi a PWL által írt dalokban, mert valóban tud énekelni, és fantasztikusan néz ki a klipben. Hasonlóképpen vélekedett  James Hamilton is, aki a "Tears on My Pillow" című dal eredetijének hűséges újjáélesztésének tartotta a szintén dallamos "We Know the Meaning of Love" című 120 bpm ütemű dallal együtt. Valójában a kislemez B oldalán szereplő dalt a SAW egyik legjobb dalaként emlegették, és mérföldkőnek számít Minogue zenei fejlődésében az érettebb harmadik album megjelenése előtt. 2023-ban Robert Moran a The Sydney Morning Herald munkatársa a dalt Minogue 161. legjobb dala közé sorolta a 183 közül, hozzátéve hogy nem tetszett neki.

## Videóklip
A videóklipben Kylie egy fekete ruhában Brigitte Bardot frizurával énekli a dalt. A videóklipben a The Deliquents című filmből láthatóak jelenetek.

## Élő előadások
Minogue a következő koncertturnékon adta elő a dalt:
- Disco in Dream/The Hitman Roadshow
- Enjoy Yourself Tour (a dal acapella változata)
- Rhythm of Love Tour
- Let's Get to It Tour
- Anti Tour
- Kylie Summer 2015 Tour (performed as an a cappella)

A dal szintén elhangzott: 
- The Kylie Show 2007 TV special

## Számlista és formátumok
CD single
1. "Tears on My Pillow" – 2:33
2. "We Know the Meaning of Love" (Extended) – 5:50
3. "Tears on My Pillow" (More Tears Mix) – 4:14

7-inch kislemez
1. "Tears on My Pillow" – 2:28
2. "We Know the Meaning of Love" – 3:25

12-inch bakelit
1. "Tears on My Pillow" (More Tears Mix) – 4:14
2. "We Know the Meaning of Love" (Extended) – 5:50

US és kanada kazetta single
1. "Tears on My Pillow" – 2:33
2. "Nothing to Lose" – 3:20

## Megjelenések
| Ország     | Dátum              |
| ---------- | ------------------ |
| Ausztrália | 1989. november 12. |
| Európa     | 1990. január 8.    |

## Slágerlista
| Slágerlista (1989–1990)                | Legjobb helyezések |
| -------------------------------------- | ------------------ |
| Ausztrália (ARIA)                      | 20                 |
| Belgium (Ultratop 50 Flanders)         | 9                  |
| Kanada Adult Contemporary Tracks (RPM) | 35                 |
| Europe (Eurochart Hot 100)             | 2                  |
| Finnország (Singlet Top 20)            | 5                  |
| Írország (IRMA)                        | 2                  |
| Hollandia (Top 40)                     | 19                 |
| Hollandia (Single Top 100)             | 20                 |
| Új-Zéland (Recorded Music NZ)          | 33                 |
| Spain (AFYVE)                          | 14                 |
| Egyesült Királyság (UK Singles Chart)  | 1                  |
| UK Dance (Music Week)                  | 38                 |
| West Germany (Official German Charts)  | 31                 |

| Slágerlista (1990)         | Helyezések |
| -------------------------- | ---------- |
| Europe (Eurochart Hot 100) | 76         |
| UK Singles (OCC)           | 34         |

## Minősítések
| Régió                    | Minősítés | Eladott példányszám |
| ------------------------ | --------- | ------------------- |
| Egyesült Királyság (BPI) | ezüst     | 260,000             |

## Év végi helyezések
| Év   | Slágerlista      | Helyezések |
| ---- | ---------------- | ---------- |
| 1990 | UK kislemezlista | 34         |

## Külső hivatkozások
- Angol kislemezlista helyezettek a 90-es években[24]